# Governo Crispi II
Il Governo Crispi II è stato il ventisettesimo esecutivo del Regno d'Italia, il secondo guidato da Francesco Crispi.  
Esso, nato in seguito alle dimissioni del governo precedente, è stato in carica dal 9 marzo 1889 al 6 febbraio 1891 (sebbene già dimissionario dal precedente 31 gennaio), per un totale di 699 giorni, ovvero 1 anno, 10 mesi e 28 giorni.
In questo governo fu istituito, tramite regio decreto (R.D. 10 marzo 1889 n. 5973) il "Ministero delle poste e dei telegrafi", scorporato dal Ministero dei lavori pubblici.

## Compagine di governo

### Appartenenza politica
| Partito | Partito          | Presidente | Ministri | Sottosegretari | Totale |
| ------- | ---------------- | ---------- | -------- | -------------- | ------ |
|         | Sinistra storica | 1          | 9        | 8              | 18     |
|         | Destra storica   | -          | 2        | 3              | 5      |

### Situazione parlamentare
NOTA: Ai tempi del Regno d'Italia, poiché secondo lo Statuto Albertino il governo rispondeva nei fatti al solo Re, la fiducia parlamentare in senso moderno non era obbligatoria (ed in tal senso vari sono stati i casi di formazione di un governo palesemente privo di tale supporto). La prassi di determinare la sopravvivenza dell’esecutivo in base al supporto parlamentare, dunque, si è andata sviluppando solo successivamente, specie con l’ascesa dei partiti di massa e con l’introduzione del sistema proporzionale, in tempi molto più tardi rispetto all’unità, ed ufficialmente solo con la Costituzione della Repubblica Italiana. Per questo motivo, il grafico sottostante espone, secondo ricostruzioni e dichiarazioni, nonché secondo la composizione del governo, l’eventuale supporto che questo avrebbe o ha ottenuto.
Fino al 10 dicembre 1890 (XVI legislatura):
| Camera              | Collocazione     | Partiti            | Seggi     |
| ------------------- | ---------------- | ------------------ | --------- |
| Camera dei deputati | Maggioranza      | DEM (317)          | 317 / 508 |
| Camera dei deputati | Appoggio esterno | PLC-D. (45)        | 45 / 508  |
| Camera dei deputati | Opposizione      | PLC (100), ER (45) | 145 / 508 |

Dal 10 dicembre 1890 (XVII legislatura):
| Camera              | Collocazione | Partiti                     | Seggi     |
| ------------------- | ------------ | --------------------------- | --------- |
| Camera dei deputati | Maggioranza  | DEM (401)                   | 401 / 508 |
| Camera dei deputati | Opposizione  | PLC (48), ER (42), IND (17) | 107 / 508 |

## Composizione
| Carica                                | Titolare                                       | Titolare                                                                       | Titolare                                                             | Sottosegretario                                        |
| Presidenza del Consiglio dei ministri | Presidenza del Consiglio dei ministri          | Presidenza del Consiglio dei ministri                                          | Presidenza del Consiglio dei ministri                                | Sottosegretario di Stato alla Presidenza del Consiglio |
| ------------------------------------- | ---------------------------------------------- | ------------------------------------------------------------------------------ | -------------------------------------------------------------------- | ------------------------------------------------------ |
| Presidente del Consiglio dei ministri |                                                |                                                                                | Francesco Crispi (Sinistra storica)                                  | Carica non assegnata                                   |
| Ministero                             | Ministri                                       | Ministri                                                                       | Ministri                                                             | Sottosegretario                                        |
| Affari Esteri                         | Francesco Crispi (Sinistra storica) Ad interim | Francesco Crispi (Sinistra storica) Ad interim                                 | Francesco Crispi (Sinistra storica) Ad interim                       | Abele Damiani                                          |
| Agricoltura, Industria e Commercio    |                                                |                                                                                | Luigi Miceli (Sinistra storica)                                      | Michele Amadei (dal 4 gennaio 1889)                    |
| Lavori Pubblici                       |                                                |                                                                                | Gaspare Finali (Destra storica)                                      | Scipione Di Blasio                                     |
| Interno                               |                                                |                                                                                | Francesco Crispi (Sinistra storica)                                  | Alessandro Fortis (fino all’8 giugno 1890)             |
| Pubblica Istruzione                   |                                                |                                                                                | Paolo Boselli (Indipendente)                                         | Filippo Mariotti                                       |
| Guerra                                |                                                |                                                                                | Ettore Bertolè Viale (Indipendente)                                  | Giovanni Corvetto                                      |
| Marina                                |                                                |                                                                                | Benedetto Brin (Indipendente)                                        | Enrico Costantino Morin                                |
| Finanze                               |                                                |                                                                                | Federico Seismit Doda (Sinistra storica) (fino al 14 settembre 1890) | Paolo Carcano                                          |
| Finanze                               |                                                | Giovanni Giolitti (Sinistra storica) (dal 14 settembre 1890; prec. ad interim) |                                                                      | Paolo Carcano                                          |
| Grazia e Giustizia e Culti            |                                                |                                                                                | Giuseppe Zanardelli (Sinistra storica)                               | Francesco Cocco-Ortu                                   |
| Poste e Telegrafi (istituito)         |                                                |                                                                                | Pietro Lacava (Sinistra storica) (dal 10 maggio 1889)                | Carlo Compans                                          |
| Tesoro                                |                                                |                                                                                | Giovanni Giolitti (Sinistra storica) (fino al 10 dicembre 1890)      | Lazzaro Gagliardo (fino al 9 dicembre 1890)            |
| Tesoro                                |                                                | Bernardino Grimaldi (Sinistra storica) Ad interim (dal 9 dicembre 1890)        |                                                                      | Lazzaro Gagliardo (fino al 9 dicembre 1890)            |

## Cronologia

### 1889
- 9 marzo - Il governo giura dinnanzi al Re.
- 30 giugno - Per rinnovare la legislazione in materia, viene promulgato il nuovo Codice penale a firma del ministro Giuseppe Zanardelli.

### 1890
- 22 ottobre - È sciolta la Camera dei Deputati e convocati gli elettori per il 23 e 30 novembre; e il nuovo Parlamento per il 10 dicembre.
- 23-30 novembre: Si svolgono le elezioni politiche: il governo, non dimessosi, vede aumentare di molto la sua base di supporto, avendo la Sinistra storica ottenuto ben oltre la maggioranza dei seggi (401) e la maggioranza assoluta. Ciò causa tuttavia attriti con la Destra storica che, ridimensionatasi di molto, torna compatta e smette unitariamente di supportare il governo, pur mantenendo i propri ministri.

### 1891
- 28 gennaio - La discussione di un disegno di legge sull’aumento dei diritti di confine e della tassa di fabbricazione degli spiriti dà occasione per l’avvio della discussione di un ordine del giorno a firma di Tommaso Villa.
- 31 gennaio - Dopo che Crispi rifiutò alcune proposte dell’ultimo minuto per ampliare la maggioranza, il governo vide rigettato con 186 contrari (123 favorevoli, 7 astenuti) l’ordine del giorno, sulla cui approvazione aveva rimesso informalmente la sua sopravvivenza in carica. Il governo, dunque, presone atto si dimette ed il Re affida il mandato di formazione di un nuovo governo al marchese di Rudinì.
- 6 febbraio - Con il giuramento del nuovo esecutivo termina ufficialmente l’esperienza di governo.